# Sarrut
Sarrut, o sarruda, és una varietat catalana d'olivera que es conrea, que se sàpiga, de forma exclusiva a la Vall d'Àger i, en especial, als pobles de Corçà, Agulló i, en menys mesura, al mateix Àger, a la comarca la Noguera, província de Lleida. És una varietat especialment adaptada al clima fred i sec de la zona que ha sabut mantenir-se ferma en nombre d'exemplars des de l'època dels romans davant l'arribada de noves varietats d'olivera més modernes. El fet, però, és que no es va expandir. Actualment, en romanen uns 2000 exemplars al món. La varietat d'olivera sarrut consta al catàleg de varietats locals d'interès agrari de Catalunya amb el número d'inscripció: CAT066CVL.

## Característiques agronòmiques
Arbre considerat vigorós i de port obert que entra ràpidament en producció i que, quan ja està produint, demostra ser de producció i regularitat mitjanes. El seu fruit és de maduració primerenca, amb un altíssim contingut d'oli un cop al trull. En descriure'l, direm que, un cop madur, presenta color violeta, que no té mugró però que el caracteritzen grans lenticel·les. L'oli de l'oliva sarruda és ric en àcid linoleic (i per tant gaudeix d'una vida curta). El seu rendiment gras també és elevat. Al tast, té gust fruitat verd intens, amb aromes secundàries de fulla i herba tallada. En boca és picant i d'intensitat mitjana.